# أبو الحسن علي بن سعد
أبو الحسن علي بن سعد (؟ - 1485) هو علي بن سعد بن علي بن يوسف المستغني بالله بن محمد بن يوسف بن إسماعيل بن فرج بن إسماعيل بن يوسف. من بني نصر أو بني الأحمر المنحدرة من قبيلة الخزرج القحطانية، عُرف بين الأسبان باسم مولاي أبو حسن، حكم مملكة غرناطة في الأندلس فترتين بين عامي (1464 - 1485).

## حياته
استلم أبو الحسن علي بن سعد مقاليد الحكم وغدا حاكم لغرناطة في 1464. امتنع عن دفع الجزية لملك القشتالي، وكانت هذه علة وانطلاقة شرارة الحرب. عرف عنه الشدة والغلظة وقد سجل له في التاريخ الحروب التي خاض غمارها ضد النصارى الأسبان. تزوج من ايزابيلا دي سوليس التي أطلق عليها فيما بعد ثريا وهي أسبانية وأبوها القائد الأسباني سانشو خيمنيز دي سوليس وأما زوجته الأولى فهي عائشة الحرة أم أبو عبد الله الصغير.

## وفاته
بعد العديد من المعارك والحروب التي خاضها مع أخيه وابنه
توفي أبو الحسن في غرناطة عام 1485م